# Кожухов, Леонид Иустинович
Леонид Иустинович Кожухов (10 (23) марта 1903 года, Одесса — 25 мая 1974 года, Киев) — советский военный деятель, Генерал-полковник артиллерии (7 мая 1960 года).

## Начальная биография
Леонид Иустинович Кожухов родился 10 (23) марта 1903 года в Одессе.

## Военная служба

### Гражданская война
В мае 1919 года был призван в ряды РККА, после чего был направлен красноармейцем в дивизион связи 45-й стрелковой дивизии южной группы войск 12-й армии (Южный фронт) и принимал участие в тяжёлых оборонительных боевых действиях под Одессой. Вскоре после оставления города дивизия, находясь в окружение, прошла по тылам белогвардейских войск по направлению на север. В ноябре 1919 года дивизия была включена в состав 14-й армии, после чего принимала участие в боевых действиях против войск под командованием генерала А. И. Деникина и вооруженных формирований под командованием Н. И. Махно, во время чего участвовала в освобождении Одессы.
С марта 1920 года Кожухов принимал участие в боевых действиях в ходе советско-польской войны, а в сентябре был направлен красноармейцем в состав 12-го караульного батальона ВУК.

### Межвоенное время
В апреле 1923 года был направлен на учёбу в Одесское артиллерийское училище имени М. В. Фрунзе, после окончания которого в августе 1926 года был направлен в 9-й корпусной артиллерийский полк (9-й стрелковый корпус, Северокавказский военный округ), где служил на должностях командира артиллерийского взвода, помощника командира батареи, командира учебной батареи и помощника командира дивизиона.
После окончания артиллерийских курсов усовершенствования командного состава в марте 1935 года был назначен на должность начальника полковой школы 74-го артиллерийского полка (74-я стрелковая дивизия, Северокавказский военный округ).
В июне 1938 года Кожухов был уволен из РККА в связи с арестом, после чего в Краснодаре находился под следствием органов НКВД, однако в ноябре 1940 года был освобождён и восстановлен в армии в связи с прекращением дела, и в марте 1941 года был назначен на должность командира дивизиона 423-го артиллерийского полка (158-я стрелковая дивизия).

### Великая Отечественная война
С началом войны Кожухов находился на прежней должности.
В конце июля 1941 года был назначен на должность начальника штаба, а в сентябре — на должность заместителя командира 471-го пушечного артиллерийского полка, который принимал участие в боевых действиях в ходе Смоленского сражения, действуя на ярцевском направлении, вскоре во время оборонительных боевых действий под Москвой полк сражался в районе городов Истра и Нахабино.
В декабре был назначен на должность командира 528-го пушечного артиллерийского полка, а в ходе контрнаступления под Москвой исполнял должность начальника артиллерии группы генерал-майора танковых войск М. Е. Катукова в составе 20-й армии. С февраля 1942 года полк под командованием Кожухова принимал участие в ходе оборонительных боевых действий на гжатском направлении, а затем в прорыве обороны противника на ржевском направлении.
В мае 1943 года был назначен на должность командира 14-й артиллерийской дивизии, в сентябре преобразованной в 4-ю гвардейскую тяжёлую пушечную артиллерийскую дивизию, которая участвовала в ходе боевых действий под городами Ельня, Смоленск и Рославль, а затем в боевых действиях на оршанском и витебском направлениях. За отличие в боях по освобождению Смоленска дивизии было присвоено почётное наименование «Смоленская».
25 сентября 1944 года генерал-майор артиллерии Леонид Иустинович Кожухов был назначен на должность командира 10-го артиллерийского корпуса прорыва, принимавшего участие в ходе Висло-Одерской, Нижнесилезской, Верхнесилезской, Берлинской и Пражской наступательных операций. 10-му артиллерийскому корпусу прорыва, отличившемуся в ходе операций на территории Силезии, было присвоено почётное наименование «Силезский».

### Послевоенная карьера
В декабре 1945 года генерал-лейтенант артиллерии Кожухов был назначен на должность командира 7-го артиллерийского корпуса прорыва РГК, а в январе 1947 года — на должность командующего артиллерией Центральной группы войск — заместителя главнокомандующего группой войск по артиллерии.
В июне 1950 года был направлен на учёбу на высшие академические курсы при Высшей военной академии имени К. Е. Ворошилова, после окончания которых в июле 1951 года был назначен на должность командующего артиллерией Забайкальского военного округа, в сентябре 1956 года — на должность командующего артиллерией Воронежского военного округа, в ноябре того же года — на должность командующего артиллерией Южной группы войск, а в июле 1958 года — на должность командующего артиллерией Киевского военного округа.
Генерал-полковник артиллерии Леонид Иустинович Кожухов с июня 1961 года состоял в распоряжении главнокомандующего сухопутными войсками и в августе того же года вышел в запас. Умер 25 мая 1974 года в Киеве. Похоронен на Байковом кладбище.

## Награды
- Орден Ленина (1945);
- Пять орденов Красного Знамени (07.01.1942, 18.04.1943, 03.09.1943, 1944, 1949);
- Орден Суворова 1 (29.05.1945) и 2 (28.09.1943) степеней;
- Орден Кутузова 2 степени (06.04.1945);
- Орден Богдана Хмельницкого 2 степени (1944);
- Орден Красной Звезды (1968);
- Медали;
- Иностранные ордена и награды.

Приказы (благодарности) Верховного Главнокомандующего в которых отмечен Кожухов Л. И.
- За освобождение городов Смоленск и Рославль. 25 сентября 1943 года № 25
- За прорыв сильно укрепленной и развитой в глубину обороны Витебского укрепленного района немцев, южнее города Витебск, на участке протяжением 30 километров, продвижение в глубину за два дня наступательных боев до 25 километров, расширение прорыва до 80 километров по фронту, и освобождение более 300 населенных пунктов. 24 июня 1944 года № 116
- За овладение сильными опорными пунктами обороны противника Шидлув, Стопница, Хмельник, Буско-Здруй (Буек), Висьлица, и др. 13 января 1945 года. № 219
- За форсирование реки Одер северо-западнее города Бреслау (Бреславль), прорыв сильно укрепленной обороны немцев на западном берегу реки и овладении городами Лигниц, Штейнау, Любен, Гайнау, Ноймаркт и Кант — важными узлами коммуникаций и мощными опорными пунктами обороны немцев на западном берегу Одера. 11 февраля 1945 года. № 273
- За овладение в немецкой Силезии городами Нойштадт, Козель, Штейнау, Зюльц, Краппитц, Обер-Глогау, Фалькенберг. 22 марта 1945 года. № 305
- За овладение городами Котбус, Люббен, Цоссен, Беелитц, Лукенвальде, Тройенбритцен, Цана, Мариенфельде, Треббин, Рангсдорф, Дидерсдорф, Тельтов, южной части Берлина, Эссен, Кирххайн, Фалькенберг, Мюльберг, Пульснитц. 23 апреля 1945 года. № 340
- За овладение столицей Германии городом Берлин — центром немецкого империализма и очагом немецкой агрессии. 2 мая 1945 года. № 359
- За освобождение от немецких захватчиков столицы Чехословакии город Прага. 9 мая 1945 года. № 368

## Воинские звания
- Генерал-майор артиллерии (5 июля 1943 года);
- Генерал-лейтенант артиллерии (18 ноября 1944 года);
- Генерал-полковник артиллерии (7 мая 1960 года).